# Артур Меллер ван ден Брук
Артур Меллер ван ден Брук (нім. Arthur Moeller van den Bruck; 26 квітня 1876 — 30 травня 1925) — німецький історик, критик, один із чільних представників Консервативної революції. У 1923 році написав книгу «Третя імперія» («Третій Рейх»), назву якої взяли націонал-соціалісти для іменування своєї держави.
На початку сторіччя він виїхав у Францію, щоб не служити в армії, і повернувся в країну перед Першою світовою війною. Під час перебування за кордоном написав 8-томну працю про історію німецького народу «Німці», а в 1914 році відредагував перше німецьке видання творів Федора Достоєвського. У післявоєнний період Меллер міркував над політичним розв'язанням проблеми «культурної вбогості» Німеччини.
Він уважав західну цивілізацію руйнівною для справжньої культури й закликав до відродження нового германського духу для порятунку країни від погроз сучасного індустріального суспільства. Емоційно неврівноважений і зневірений у пошуках позитивного початку в німецькій історії, він наклав на себе руки.
Нацисти не вважали його своїм предтечею, але багато Меллерових ідей сприйняла націонал-соціалістська ідеологія.

## «Третій Рейх»
Вінцем творчого доробку ван ден Брука є книга «Третій Рейх». Близький колега Брука Макс Гільдеберт Бем згадує, що той спочатку мав намір назвати свою книгу «Третя партія».
У Меллеровій ідеї Третього Рейху немає жодного натяку на середньовічного провісника Третьої імперії Йоахима Флорського, хоча й у творі присутня ідея останньої, остаточної імперії вічного миру. Меллер отримав число «три» внаслідок простої арифметики. Він починає від німецької імперії Середньовіччя, що у вишуканих фразах описує як Перший Рейх, далі переходить через імперію Бісмарка як Другий Рейх, який був лише «міжімперством», до ідеї Третього Рейху.
Третій Рейх — це німецька держава майбутнього, імперія великонімецького єднання, імперія внутрішньосуспільного примирення заради нації, імперія втілення німецьких цінностей. Попри Версальську мирну угоду, попри революцію Рейх залишається німцям. Супротивники мусили облишити протистояння і з наявних решток імперії здобути нові сили для Рейху. Третій Рейх являє себе у людях, які живуть з усвідомленням вічних цінностей німецької нації. Меллерова ідея імперії — політична й метафізична, її мерехтливий характер — приклад політичної метафізики.

### Вплив книги
Книга Меллера мала два наслідки. Назва праці через перетворення її на гасло націонал-соціалістів набула нового значення, цілковито відірваного від змісту книги. Партійні ідеологи загалом визнавали, що книга ван ден Брука має неабияку вагу для процесу формування націонал-соціалістичного світогляду, та не могли дійти принципової згоди щодо використання терміна «Третій Рейх» у пропагандистських цілях. У період, що передував захопленню влади націонал-соціалістами, політичне оточення Меллера підтримувало дуже стримані стосунки із цією партією, що свідчить про наявність певних суперечливих моментів.
Інший тривкий наслідок книги полягав у ідеї зневаги до демократичних та ліберальних інституцій, яку вона започаткувала. Її вплив, звичайно, не можна порівняти з ефективністю гасел пропаганди, та насправді вона мала величезне значення для формування політичного світогляду значної частини національно налаштованої інтелектуальної молоді Німеччини, оскільки «Третій Рейх» був Біблією молодого націоналізму. Імперська ідея, що в книзі виглядає радше сконструйованою, аніж органічною, відігравала другорядну роль, оскільки у пропагандистському використанні практично відділилася від свого «книжкового» змісту. Ідея Третього Рейху набула міфічної сили, що залишила візії Меллера далеко позаду; вона стала прапором дедалі сильнішого національного руху, який давав змогу сподіватися на надання Імперії німців нового й водночас третього історичного образу. Третій Рейх також мислився як останній Німецький Рейх — і в ідеї, і в дійсності.